# Edward Stanley
Edward George Villiers Stanley (1865. április 4. – 1948. február 4.) Derby 17. grófja, angol politikus, hadügyminiszter, francia nagykövet.

## Élete

### Ifjúkora
Edward Stanley 1865-ben született Frederick Stanley, Derby 16. grófjának legelső gyermekeként. Édesanyja Constance Villiers grófnő volt. A család hosszú idők óta dúsgazdagságban élt, így a család nem szenvedett hiányt anyagi javakban. Stanley későbbiekben a berkshire-i Wellington College (Wellington Egyetem) hallgatója volt. Felsőfokú tanulmányainak elvégzését követően (mint az angol lordok többsége) katonai szolgálatra jelentkezett. Rövid időn belül a brit hadsereg elit ezredének a Grenadier Guards-nak (Gránátos Testőrség vagy Gránátos Gárdisták) hadnagya lett. Részt vett a második búr háborúban, amelynek (1899-1900) során a hadsereg főparancsnokságának titkára is volt. Később hazatért és megkezdte politikai pályafutását. 

### Politikai pályafutása
Bár már 1892-ben politizált, ezen dologgal komolyabban csak 1900-ban való visszatérése után kezdett foglalkozni. Arthur Balfour elnök kormányában mint postaügyi miniszter tevékenykedett, s e pozícióját egészen 1906-ig megtartotta. 19108-ban elhunyt édesapja, Frederick Stanley. Edward megtartotta a családi birtokot és a grófságot, ráadásul apja Lordok házában lévő székét is elfoglalta, így számos téren az apja nyomdokaiba lépett. Stanley a későbbiekben Herbert Asquith elnök híve lett. Az elnök 1915-ben őt nevezte ki a toborzásért felelős posztra. Politikusként Stanley azonban nem volt olyan sikeres mint elődei, ugyanis az adatok szerint a háború legrosszabban sikerült toborzási kampánya az ő nevéhez fűződik. Bár 1916-ban hadügyminiszterré nevezték ki, Stanley-t 1918-ban leváltották és David Lloyd George francia nagykövetté nevezte ki. Politikai pályafutásának utolsó nagyobb eseménye volt, hogy 1922-ben Bonar Law elnök ismét hadügyminiszterré nevezte ki. Ezen pozícióját 1924-ig tartotta meg. Számos kitüntetés és elismerés birtokosaként vonult vissza.

### További élete
Későbbi életében aktív lóversenyeztető volt.
1948. február 4-én hunyt el.